# Episodi di Spirit: Avventure in libertà (prima stagione)
La prima stagione di Spirit: Avventure in libertà è stata pubblicata negli USA il 5 maggio 2017 su Netflix.
In Italia invece è stata trasmessa dall'11 settembre 2017 su DeaKids.
| Nº | Titolo originale                     | Titolo italiano                  | Prima TV USA  | Prima TV Italia   |
| -- | ------------------------------------ | -------------------------------- | ------------- | ----------------- |
| 1  | Lucky and the Unbreakable Spirit     | Una nuova vita                   | 5 maggio 2017 | 11 settembre 2017 |
| 2  | Lucky and the Treacherous Trail      | Sul sentiero dalle mille insidie | 5 maggio 2017 | 12 settembre 2017 |
| 3  | Lucky and the Mysterious Map         | La mappa misteriosa              | 5 maggio 2017 | 13 settembre 2017 |
| 4  | Lucky and the Competition Conundrum  | Il dilemma di Lucky              | 5 maggio 2017 | 14 settembre 2017 |
| 5  | Lucky and the Appaloosa Adventure    | Il sogno di Turo                 | 5 maggio 2017 | 15 settembre 2017 |
| 6  | Lucky and the Not-So-Secret Surprise | Festa a sorpresa                 | 5 maggio 2017 | 18 settembre 2017 |